# دان هيوز (كرة سلة)
دان هيوز (بالإنجليزية: Dan Hughes)‏ مواليد 14 أبريل 1955 في لوول، هو مدرب كرة سلة أمريكي ولاعب سابق. يدرب سان أنطونيو ستارز في الاتحاد الوطني لكرة السلة النسائية.

## المسيرة الاحترافية
لعب مع شارلوت ستينغ في سنة 1999، ثم لعب مع كليفلاند روكرز من سنة 2000 إلى 2003، ثم لعب مع سان أنطونيو ستارز من سنة 2005 إلى 2016.

## روابط خارجية
- دان هيوز على موقع سبورتس رفرنس (الإنجليزية)